# Ramstorp, Finspångs kommun
Ramstorp är en bebyggelse nordväst om Finspång i Finspångs kommun. Området klassades av SCB som småort vid avgränsningen 2020.